# 喀麦隆火山足球俱乐部
喀麦隆火山足球俱乐部（Mount Cameroon FC） 是位于喀麦隆的职业足球俱乐部，位于喀麦隆布埃亚。球队的主体育场是莫里克体育场(Stade de Moliko)。

## 球队荣誉
- 喀麦隆杯: 1次

2002年

## 著名球星
- Jacques Elong Elong